# RadioNL
RadioNL (eigen schrijfwijze: RADIONL) is een commercieel Nederlands radiostation dat werd opgericht in oktober 2004 door Nico Silvius. Het station draait 24 uur per dag Nederlandstalige muziek.

## Geschiedenis
De eerste uitzending was op 1 maart 2005. Al snel werd het zendgebied uitgebreid van alleen Friesland tot Noord-Holland, Groningen en Drenthe. In september 2006 werd besloten om vanaf 1 januari 2007 gepresenteerde programma's uit te zenden op RadioNL.
De zender is te ontvangen via ether en via kabel. Via DAB+ is RadioNL in alle provincies te ontvangen. Daarnaast is de zender ook via een livestream op internet en de RadioNL-app te beluisteren.
In 2008 kreeg RadioNL de vakprijs voor het Nederlandstalige lied in de categorie 'Beste radioprogramma'.
In 2009 won het programma Morgenstond de Gouden RadioRing, de publieksprijs voor het beste radioprogramma van Nederland. In 2011 werd de Carnavals Top 30 Allertijden uitgezonden, gepresenteerd door De Deurzakkers en De Sjonnies.
In oktober 2015 ging het nieuwe programma RadioNL Café van start. Op vrijdagavond zendt RadioNL rechtstreeks uit vanuit een café.
Vanaf 12 juni 2017 zendt RadioNL live uit tot 21.00 uur
RADIONL startte op vrijdag 1 december 2017 een nieuwe radiozender: RADIONL Kids. De nieuwe radiozender is in de regio Eindhoven naast FM-frequentie 93,6 MHz in delen van Noord-Brabant en Limburg te horen via de digitale ether (DAB+) op kanaal 7A. De uitzendingen van de nieuwe radiozender gingen vrijdag 1 december 2017 in de loop van de dag van start.
Vanaf 1 januari 2018 is de radiozender ook in Zuidwest Nederland en Noordwest Nederland te ontvangen via de digitale ether via kanaal 9D. Wereldwijd is de radiozender online te beluisteren via radionlkids.nl.
Sinds 2017 is Radio NL ook vrij te ontvangen via de satellietpositie Eutelsat 9° Oost.
19-04-2021 RadioNL introduceert een nieuwe slogan 'Altijd AAN'. Jan Smit en Erik de Zwart zijn de nieuwe voice-overs van RADIONL. 
Op 9 december 2022 neemt Marcel de Vries na 16 jaar afscheid van RadioNL. Vanaf 2 januari 2023 is hij te horen bij NPO Sterren NL.

## Programma's
- De Sowieso ochtendshow met Lars van Dijk
- Werk in uitvoering met Taeke Wouda
- Op Volle Kracht met Hessel Wijkstra
- Gezeur met Leur met Stefan Leur
- Dag in, Dag uit met Ivo Pasveer

Elke zaterdag van 13.00 tot 15.00 en zondag van 16.00 - 18.00 uur wordt de RADIONL Top 30 uitgezonden.